# Нанга Парбат
Нанга Парбат (на урду: نانگا پربت) е деветият по височина връх на Земята. Името му в превод означава „голата планина“. Понякога е наричан Диамир, което на санскрит означава „кралят на планините“.
Планината Нанга Парбат взима много жертви през първата половина на XX век, поради което е известна и с прозвището „планината-убиец“. Въпреки че след този период те значително намаляват, върхът остава сред технически най-трудните за катерене. Характерно за него е, че се възвишава значително над всичко в близката околност.

## Местонахождение
Нанга Парбат е разположен в западната част на Хималаите и е най-западният осемхилядник. Намира се в северните части на Пакистан, между реките Инд и Астор. Издига се над долините Рупал (на юг), Диамир (на запад) и Ракиот (на север). Рупалската стена се счита за най-голямата скална стена в света.

## Важни характеристики
Нанга Парбат има интересен вертикален релеф във всички посоки. На юг се намира известната Рупалска стена, която се издига на внушителните 4600 m височина над основата си. На север се намира Ракиот, с не толкова отвесни склонове, на височина 7000 m над коритото на реката Инд.
Планинският масив Нанга Парбат е разположен в посока югозапад-североизток и представлява огромна маса от скали и лед. Съставен е основно от гнайс и гранит. Има три стени – Диамир, Райкот и Рупал. Югозападната част е известна под името Мазено, а североизточната под името Райкот. На запад се намира Диамир. В основата на Рупал е разположено красивото ледниково езеро Латбо и селище със същото име.
Планината се намира на границата на две климатични и температурни зони, което става причина за силни ветрове и снежни бури.

## История

### Първите опити за изкачване
Опитите за изкачване на върха започват в края на 19 век. Още през 1895 Албърт Ф. Мъмери води експедиция, която достига до височина 7000 метра откъм западния Диамирски склон, но по-късно той и носачите Рагхубир Тхапа и Таман Сингх загиват в лавина на Ракиотския склон.
През 30-те години на 20 век Нанга Парбат е обект на внимание от страна на немците. Една от причините е, че по това време само англичаните имат достъп до Тибет, поради което немците не могат да правят опити за изкачване на Еверест. Първоначалният фокус е на Кангчендзьонга, където Паул Бауер води две експедиции през 1930 и 1931 г., но върхът е много труден за покоряване с отвесните си склонове. K2 е твърде отдалечен, поради което Нанга Парбат се оказва с най-голям шанс за успешно катерене.
Първата немска експедиция на Нанга Парбат е от 1932 година, водена от Вилхелм Меркл. Въпреки че групата е от много силни алпинисти, никой от тях няма опит в Хималаите, а и времето се случва много лошо и като се добави и недобрата организация на носачи, тази експедиция се оказва обречена. Групата достига само до връх Ракиот. Единственото постижение е, че установяват маршрута за изкачване.
Вили Меркл води друга експедиция през 1934 г., с по-добра подготовка и финансиране и с пълната подкрепа на новото нацистко правителство. Алфред Дрексел умира от белодробен оток в началото на експедицията. На 7 юли след изграждане на щурмовия лагер на т.нар Сребърно седло, 16 алпинисти са приковани на височина 7480 m от силна буря. При опитите за спасяване трима немци, Вили Меркл, Вилибалд Велценбах и Улрих Виланд, загиват заедно с шестима височинни носачи, най-вероятно от изтощение и височинна болест. Няколко други получават сериозни измръзвания. Последният оцелял – Анг Церинг прекарва 7 дни в борба с бурята.
През 1937 г. Карл Вин предвожда експедиция по маршрута на Меркл. Напредването е много бавно вследствие на обилния снеговалеж и намалената видимост. Около 14 юни седем немци и девет шерпи се намират в лагер IV под връх Ракиот, когато са погълнати от лавина. Всичките 16 души загиват, като това остава най-голямата трагедия, разиграла се на осемхилядник.
Немците се завръщат през 1938 г., водени от Паул Бауер, но поради лошото време той заповядва слизане преди да се разиграе поредната трагедия. Следващата година група от четирима алпинисти се опитва да разучи по-лесен маршрут през Диамирския склон, но избухва Втората световна война и те биват задържани като военнопленници в Индия. Бягството и последвалите перипетии на единия от тях, Хайнрих Харер, стават основа за известната книга „Седем години в Тибет“.

### Първото успешно изкачване
За първи път Нанга Парбат е изкачен успешно на 3 юли 1953 от австрийския алпинист Херман Бул в немско-австрийска експедиция, водена от доктор Карл-Мария Херлигхофер. Експедицията следва установеният преди войната маршрут по склоновете на връх Ракиот. Към датата на покоряването на Нанга Парбат 31 души са загинали по нейните склонове, включително двама англичани ниско в планината през 1950 г. Последните метри на изкачването са драматични, Бул продължава сам, след като неговият партньор се връща обратно. Той достига върха привечер около 19 часа, след като цял ден е преодолявал относително равното Сребърно плато, както и техничните пасажи на пред върха. На върха Бул оставя своя ледокоп. Слизането е трудно и поради настъпването на мрака самотният катерач е принуден да прекара нощта навън, прав в една цепнатина в леда. За негово щастие времето остава ясно и относително топло и той се прибира в базовия лагер около 19 часа на следващия ден, след 40-часово изкачване и принудителен бивак на открито. Изкачването е направено без използване на бутилиран кислород.

### Следващи опити и изкачвания
Второто изкачване е от страната на Диамир през 1962 г. от немска експедиция. Този маршрут сега е известен като „стандартния път“ и минава от лявата страна на стената. Средата се избягва заради ледниците и лавините.
През 1970 г. Райнхолд Меснер и Гюнтер Меснер достигат върха през трудната Рупалска стена. Това изкачване е епично, те не успяват да слязат по същия път и се спускат през стената на Диамир, където Гюнтер е убит от лавина. Неговите останки са намерени през 2005 година. През 1978 г. Райнхолд Меснер се завръща и прави първото напълно соло изкачване на върха. През 1984 г. французойката Лилиан Барар става първата жена, изкачила Нанга Парбат.
През август 2005 г. пакистански военни хеликоптери спасяват алпиниста от Словения Томаш Хумар, който прекарва 6 дни на височина 5900 метра, където е бил блокиран от лошото време в снежна пещера. Това е една от малкото успешни спасителни акции на такава височина. През септември същата година Винс Андерсън и Стийв Хаус осъществяват много бързо изкачване носейки само леко оборудване.
През месец юли 2006 г. Хосе Антонио Делгадо Сукре, алпинист от Венецуела, умира няколко дни след като е покорил върха поради лошото време, което не му позволява да слезе в продължение на 6 дни. Той е един от малкото латиноамерикански алпинисти, успели да изкачат поне 5 осемхилядника. Част от експедицията е заснета на филм.

### Български изкачвания
Тончо Тончев е първият българин, изкачил връх Нанга Парбат през 1993 г. Още двама български алпинисти, Николай Петков и Дойчин Боянов, изкачват върха през 2006 г. През 2013 г. русенеца Иван Томов не успява да го изкачи, тогава се случва кървава трагедия, при която злощастно са застреляни 10 души. Последният българин, изкачил планината, е Боян Петров през 2016 година.

## Върховете около Нанга Парбат
| Нанга Парбат                     | 8126 m |
| Нанга Парбат, рамото             | 8070 m |
| Нанга Парбат, южен връх          | 8042 m |
| Нанга Парбат, североизточен връх | 7910 m |
| Нанга Парбат, 1 северен връх     | 7815 m |
| Нанга Парбат, 2 северен връх     | 7785 m |
| Нанга Парбат, Силберзакен        | 7597 m |
| Нанга Парбат, източен връх       | 7530 m |

| Мазено  | 7125 m |
| Ракиот  | 7070 m |
| Чонгра  | 6830 m |
| Лейла   | 5971 m |
| Рупал   | 5642 m |
| Шаигири | 5584 m |